# Jan z Damaszku
Jan z Damaszku, Jan Damasceński (arab. ‏يوحنا الدمشقي‎, Yuḥannā Al Demashqi, gr. Ἰωάννης ὁ Δαμασκηνός, Iôannês ho Damaskênos, cs. Иоа́нн Дамаски́н; ur. ok. 675 w Damaszku, zm. ok. 749 w Mar Saba) – teolog, filozof, święty Kościoła katolickiego i prawosławnego (święty mnich, преподобный), jeden z najwybitniejszych pisarzy chrześcijańskich, Ojciec Kościoła.

## Żywot świętego
Jan urodził się w bogatej rodzinie mającej ogromne wpływy w Damaszku. Dziadek świętego, Mansur, poddał miasto Chalidowi ibn al-Walidowi w 635 roku. Ojciec, Sardżun ibn Mansur (Sergiusz), był odpowiedzialny za finanse kalifa Abd al Malika (685–705). Jan także pełnił tę funkcję aż do zwolnienia wielu chrześcijańskich urzędników przez kolejnego islamskiego władcę. Jan przeniósł się do klasztoru świętego Saby i wkrótce został wyświęcony na kapłana przez patriarchę jerozolimskiego Jana V (705–735).
Podejmował polemikę z nestorianami, jakobitami, monoteletami i islamem. Stanowczo przeciwstawiał się ikonoklazmowi. Twierdził, iż sam wizerunek nie jest przedmiotem adoracji, a zakazy przedstawiania istot żywych zawarte w Starym Testamencie zostały unieważnione przez Nowy Testament.
Zajmował się także kontemplacją i możliwością poznania rzeczy duchowych. W jednym z dzieł pisał: „Ponieważ mamy podwójną naturę, będąc złożeni z duszy i ciała, nie możemy dotrzeć do rzeczy duchowych w oderwaniu od cielesnych. W ten sposób poprzez kontemplację cielesną dochodzimy do kontemplacji duchowej”. Święty oraz jego nauczanie wywarło ogromny wpływ na cesarzową Irenę, która na soborze nicejskim II w 787 przywróciła kult obrazów.
Świętemu Janowi przypisuje się autorstwo Kanonu Paschalnego – uroczystego hymnu wychwalającego zmartwychwstanie Chrystusa, śpiewanego podczas nocnego nabożeństwa paschalnego (Jutrznia paschalna) w rycie bizantyjskim, m.in. w Kościele prawosławnym i greckokatolickim.

## Kult

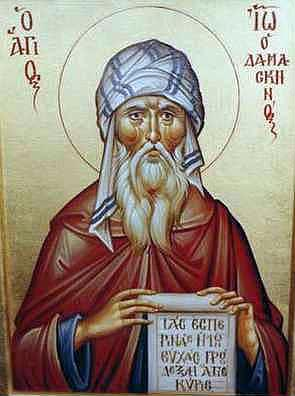
Św. Jan z Damaszku na ikonie w St Nicholas Russian Orthodox Church (Dallas).

Jan z Damaszku był ostatnim wielkim ojcem Kościoła wschodniego.
W 1890 roku papież Leon XIII ogłosił go doktorem Kościoła.

### Dzień obchodów
Wspomnienie liturgiczne w Kościele łacińskim obchodzone jest w zwyczajnej formie rytu rzymskiego 4 grudnia, natomiast w nadzwyczajnej formie rytu rzymskiego 27 marca.
Cerkiew prawosławna wspomina świętego mnicha 4/17 grudnia, tj. 17 grudnia według kalendarza gregoriańskiego.

### Patronat
Wierni modlą się do niego o pomoc w nauce śpiewu cerkiewnego oraz poprawnego i uduchowionego czytania pism religijnych. Jest też orędownikiem osób z paraliżem rąk.

## Ikonografia
W zachodniej ikonografii św. Jan przedstawiany jest w chwili, kiedy anioł uzdrawia go, przykładając rękę, którą – według legendy – odciął mu cesarz bizantyjski Leon.
Atrybutem świętego jest księga i pióro pisarskie.
W ikonografii wschodniej święty przedstawiany jest jako stary mężczyzna z długą siwą brodą, mający na sobie czarne mnisze szaty. Na niektórych wyobrażeniach na głowie ma turban. Zawsze prawą rękę ma uniesioną w błogosławieństwie, a w lewej trzyma zwój, na którym widnieją słowa poświęcone Matce Bożej. Św. Jan jest jedną z głównych postaci na ikonach „Soboru Przenajświętszej Bogarodzicy”, gdzie trzyma zwój z napisem: „O Tobie raduje się wszelkie stworzenie”.

## Przekłady w języku polskim

Ioannis Damasceni, Opera, 1603

- Wykład szczegółowy wiary prawdziwej, przeł. Andrzej Bober w: idem, Antologia patrystyczna, Kraków 1965, str. 304-306
- Kanon na Dzień Pański Zmartwychwstania, przeł. M. Bednarz w: Andrzej Bober, Antologia patrystyczna, Kraków 1965, str. 544-549
- Wykład wiary prawdziwej, przeł. Bronisław Wojkowski, Warszawa 1969
- Kazania na Wniebowzięcie N.M.P. w: Kazania i homilie na święta Pańskie i Maryjne, red. L. Gładyszewski, Lublin 1976, str. 273-296
- Homilia II na wniebowzięcie N.M.P. (PG, 96, 733-753), „Kronika Diecezji Sandomierskiej” 71 (1978), str. 119-128, str. 217-222, 72 (1979), str. 29-33
- Homilia na Narodzenie NMP, tłum. Wojciech Kania w: Ojcowie Kościoła greccy i syryjscy. Teksty o Matce Bożej, Niepokalanów 1981, str. 220-230
- Homilie na Wniebowzięcie NMP I–III, tłum. Wojciech Kania w: Ojcowie Kościoła greccy i syryjscy. Teksty o Matce Bożej, Niepokalanów 1981, str. 231-264
- Cześć oddawana obrazom w: Pierre Patrick Verbraken, Marek Starowieyski, Ojcowie Kościoła. Panorama patrystyczna, Warszawa 1991, str. 243-246
- Cześć oddawana obrazom, Kazanie na wniebowzięcie, Wyznanie wiary, przeł. B. Wojkosch w: Szczepan Pieszczoch, Patrologia, tom 2: Ojcowie mówią, Gniezno 1994, str. 246-249
- I Mowa obronna przeciw tym, którzy odrzucają święte obrazy, przeł. M. Dylewska w: „Vox Patrum” t. 36-37/1999, str. 497-515
- II Mowa przeciw tym, którzy odrzucają święte obrazy, przeł. M. Dylewska w: „Vox Patrum” t. 48/2005, str. 377-391
- III Mowa obronna przeciw tym, którzy odrzucają święte obrazy, przeł. M. Dylewska w: „Vox Patrum” t. 53-54/2009, str. 638-652
- Dialektyka albo rozdziały filozoficzne. O herezjach, przeł. Anna Zhyrkova, „Źródła Myśli Teologicznej” 59, Kraków 2011
- Św. Jan z Damaszku, Rozprawa Saracena i Chrześcijanina, przekład i komentarz Łukasz Karczewski, „Vox Patrum” t. 71 (2019): Księga Jubileuszowa dla ks. dr. hab. Antoniego Swobody prof. UAM, 2019, str. 5-26.